# Бринзень (Єдинецький район)
Бринзень (рум. Brînzeni) — село в Єдинецькому районі Молдови. Утворює окрему комуну. Поблизу села розташований Бринзенський парк площею 2 га.